# Rhynchoproctus proboscideus
Rhynchoproctus proboscideus är en mångfotingart som beskrevs av Pocock 1894. Rhynchoproctus proboscideus ingår i släktet Rhynchoproctus och familjen Harpagophoridae. Inga underarter finns listade i Catalogue of Life.